# عدم تحمل ارثی فروکتوز

عدم تحمل ارثی فروکتوز (به انگلیسی: Hereditary Fructose intolerance) نوعی نقص ژنتیکی یا همان نقص ارثی در متابولیسم کربوهیدرات هاست.

## علائم بالینی

### زمان تولد و دوره نوزادی
طبیعی.

### دوره شیرخوارگی
علائم معمولاً به دنبال خوردن فروکتوز (پس از شروع غذاهای
تکمیلی یا قطع شیر مادر) شروع می‌شود و شامل بی اشتهایی، دل درد و کولیک، استفراغ، کاهش گلوکز خون، اختلال رشد، بی‌تفاوتی به محیط اطراف، بزرگی کبد و طحال، پروتیئنوری (دفع پروتئین در ادرار) و اغماء می‌باشد.

### دوران کودکی، نوجوانی و بزرگسالی
اجتناب از مصرف غذاهای حاوی فروکتوز یا غذاهای شیرین، بی اشتهایی، دل درد، استفراغ و بزرگی کبد.

## نقص آنزیمی
نقص در آنزیم فروکتوز ۱ فسفات آلدولاز (آلدولاز B).

## توارث ژنتیکی
اتوزوم مغلوب.

## میزان بروز
یک مورد در هر ۲۰ هزار تولد زنده.

## روش تشخیص
- پلاسما: گلوکز پائین، فروکتوز طبیعی یا بالا.
- ادرار: مواد احیاء کننده مثبت، پروتئین مثبت، اسیدهای آمینه، گلوکز، اسیداوریک، ترانس آمینازهای کبدی و آلبومین بالا.

## درمان
رژیم غذایی بدون فروکتوزِ، سوربیتول و سوکروز.

## آزمون تشخیص قبل از تولد
ندارد. میوه‌ها، قند، شکر و فرمولای حاوی شکر، منابع غذایی حاوی فروکتوز هستند.